# Cyrtodactylus tebuensis
Cyrtodactylus tebuensis es una especie de gecos de la familia Gekkonidae.

## Distribución geográfica yhábitat
Es endémica de los montanos del noreste de la Malasia Peninsular. Su rango altitudinal oscila alrededor de 650 m s. n. m..